# Maria-Elisabeth Krautwald-Junghanns
Maria-Elisabeth Krautwald-Junghanns (* 24. August 1957 in Amberg; †  26. August 2023) war eine deutsche Veterinärmedizinerin und Hochschullehrerin an der Universität Leipzig.

## Werdegang
Krautwald-Junghanns studierte von 1977 bis 1982 an der Justus-Liebig-Universität Gießen Veterinärmedizin und erlangte 1988 die Fachtierarztbezeichnung für Geflügel. Sie habilitierte sich 1995 und wurde 1996 zur Privatdozentin an der Justus-Liebig-Universität Gießen ernannt. 1999 wechselte sie an die Veterinärmedizinische Fakultät der Universität Leipzig und übernahm dort die Professur für Vogel- und Reptilienkrankheiten an der Klinik für Kleintiere der Universität Leipzig. Dort wurde sie 2006 zuerst Direktorin der neu gegründeten Klinik für Vögel und Reptilien der Universität Leipzig und ab 2007 auch Professorin für Vogel- und Reptilienerkrankungen an dieser Klinik.

## Forschung
Krautwald-Junghanns beschäftigte sich mit Zier-, Zoo- und Wildvogelmedizin und der nichtinvasiven, bildgebenden Diagnostik bei Vögeln. Sie hat eine Ultraschallmethode entwickelt, die zur Standarduntersuchungsmethode bei Vögeln zählt. Darüber hinaus hat sie eine Methode zur spektroskopischen Geschlechtsbestimmung im befruchteten Hühnerei mitentwickelt, mit der das Geschlecht von Küken bereits drei Tage nach Bebrütung bestimmt werden kann. Damit kann das Töten von Küken nach dem Schlüpfen vermieden werden. Krautwald-Junghanns untersuchte auch, wie Haltung und Zucht von Nutzgeflügel art- und tierschutzgerecht umgesetzt werden kann.

## Auszeichnungen
- 2015 Felix-Wankel-Tierschutz-Forschungspreis für ihre Arbeiten zur Geschlechtsbestimmung im Hühnerei.[3]
- 2011 Mitglied der Nationalen Akademie der Wissenschaften Leopoldina.[4]

## Veröffentlichungen
Krautwald-Junghanns ist Autorin zahlreicher wissenschaftlicher Veröffentlichungen. Zusammen mit Erhard Franz Kaleta ist sie Herausgeberin des deutschen Standardwerkes für Vogelmedizin, dem Kompendium der Ziervogelkrankheiten. Zudem ist sie Mitherausgeberin des Werkes Atlas der bildgebenden Diagnostik bei Heimtieren.

## Patente
Patent  US2017205353: METHOD AND DEVICE FOR THE RAMAN SPECTROSCOPIC, IN OVO SEX DETERMINATION OF FERTILISED AND INCUBATED BIRDS' EGGS. Angemeldet am 3. Juli 2015, veröffentlicht am 20. Juli 2017, Anmelder: Technische Universität Dresden, Universität Leipzig, Erfinder: BARTELS Thomas, GALLI Roberta, KOCH Edmund, KRAUTWALD-JUNGHANNS Maria-Elisabeth, PREUSSE Grit, STEINER Gerald.‌
Patent  US2012318981: METHOD AND DEVICE FOR DETERMINING THE SEX OF FERTILIZED, NONINCUBATED BIRD EGGS. Angemeldet am 14. Januar 2011, veröffentlicht am 20. Dezember 2012, Anmelder: BARTELS THOMAS, KOCH EDMUND, KRAUTWALD-JUNGHANNS MARIA-ELISABETH, STEINER GERALD, Erfinder: BARTELS THOMAS, KOCH EDMUND, KRAUTWALD-JUNGHANNS MARIA-ELISABETH, STEINER GERALD.‌